# سسکوئی‌سولفید فسفر
سسکوئی‌سولفید فسفر (به انگلیسی: Phosphorus sesquisulfide) با فرمول شیمیایی P۴S۳ یک ترکیب شیمیایی با شناسه پاب‌کم ۱۴۸۱۸ است. که جرم مولی آن 220.093 g/mol می‌باشد. شکل ظاهری این ترکیب، جامد خاکستری یا زرد متمایل به سبز است.